# Orthomus velocissimus
Orthomus velocissimus é uma espécie de insetos coleópteros pertencente à família Carabidae.
A autoridade científica da espécie é Waltl, tendo sido descrita no ano de 1835.
Trata-se de uma espécie presente no território português.